# Äkta tvättsvamp
Tvättsvamp eller badsvamp, sfäriska svampdjur av släktet Spongia eller Hippospongia som lever i Medelhavet. En annan vanlig art i handeln är Aplysina fistularis. Dessa fiskas för att bearbetas så att endast det porösa skelettet återstår, och används sedan vid bad, och målning. Badsvampar har en stor invändig yta och kan absorbera stora mängder vatten. Detta gör dem väl lämpade som badsvampar, vilka de använts som av människan sedan urminnes tider.
Djuret äter genom att vatten sugs in i små porer och passerar ut genom större öppningar. Vissa celler fångar in passerande små varelser och dött material som föda.
Förökningen sker genom att könsceller släpps ut och möts ute i vattnet. Även losslitna bitar kan bilda nya djur.

## Andra tvättsvampar
De flesta kommersiella tvättsvamparna är syntetiska, och tillverkade av plast eller cellulosa. Även den inre strukturen från frukten luffa säljs under namnet tvättsvamp.